# Brooke Candy
Pour les articles homonymes, voir Brooke et Candy.
Brooke Candy, née le 20 juillet 1989 en Californie, est une rappeuse, chanteuse, styliste et ancienne strip-teaseuse américaine, élevée dans la banlieue de Los Angeles.

## Discographie

### EP
- 2014 : Opulence (en)
- 2018 : Who Cares

### Singles
- 2014 : Opulence
- 2015 : Rubber Band Stacks
- 2016 : Changes
- 2016 : Nasty
- 2016 : Paper or Plastic (en)
- 2016 : Happy Days (en)
- 2017 : Living Out Loud (en)
- 2017 : Volcano
- 2018 : For Free

### Featuring
- 2012 : Cloud Aura - album True Romance de Charli XCX
- 2015 : Take Me Away - album Terrible Thrills, Vol. 2 de Bleachers et Rachel Antonoff (en)
- 2016 : 16 Dollars - album Kaya Stewart de Kaya Stewart (en)
- 2017 : I Got It - album Pop 2 de Charli XCX, Cupcakke et Pabllo Vittar
- 2018 : Shake it - album Charli de Charli XCX, en featuring avec CupcakKe, Big Freedia et Pabllo Vittar

### Vidéoclips
- 2012 : Genesis[2]
- 2012 : Das Me[3]
- 2012 : Theme Music
- 2013 : Everybody Does[4]
- 2013 : I Wanna Fuck Right Now[5]
- 2013 : Pussy Make the Rules[6]
- 2013 : Dumb
- 2014 : Opulence[7]
- 2015 : A Study in Duality[8]
- 2015 : Rubber Band Stacks[9]
- 2016 : Happy Days[10]
- 2016 : Nasty
- 2016 : Paper or Plastic
- 2017 : Candy Crush[11]
- 2017 : Living Out Loud[12]
- 2017 : Volcano[13]
- 2017 : Pop Rock[14]
- 2019 : XXXTC
- 2019 : Drip
- 2019 : FMU

### Tours
- 2017 : Number 1 Angel Tour de Charli XCX
- 2017 : Hot as Hell Tour de Lizzo

## Filmographie
- 1998 : Denis la Malice sème la panique : la fille au plongeoir
- 2011 : Bloodrape : Baby K

## Vie privée
Brooke Candy est ouvertement pansexuelle.